# Halvbæltekøretøj
Et halvbæltekøretøj er et civilt eller militært køretøj, som har almindelige gummihjul foran til styring og bælter bagved til fremdrift og til at bære hovedparten af vægten. Formålet med denne kombination er at skabe et køretøj, som har bæltekøretøjets evne til at køre i terræn og samtidig kan styres som en almindelig bil. Det er ikke svært for en, som kan køre en bil at køre et halvbæltekøretøj, hvilket er en stor fordel i forhold til rene bæltekøretøjer. 
Den største fordel ved halvbæltekøretøjer i forhold til almindelige hjulkøretøjer er et at bælterne mindsker køretøjets tryk mod underlaget og giver den større mobilitet over blød bund, såsom mudder og sne, mens den ikke samtidig kræver de indviklede styringsmekanismer som rene bæltekøretøjer er udstyret med, idet de i stedet bruger de forreste hjul til at styre køretøjet med – i nogle tilfælde understøttet med bremsning af bælterne som styres ved hjælp af rattet. 

## Historie

### Kégresse bælter
Den franske ingeniør Adolphe Kégresse ombyggede en række køretøjer fra zarens personlige vognpark til halvbæltekøretøjer i 1911. Hans system var opkaldt efter ham selv: Kégresse bæltet. Fra 1916 og frem var der et russisk projekt på Putilov fabrikken om at fremstille militære halvbæltekøretøjer efter samme metode ved hjælp af lastbiler og franske bælter. 

### Dampdrevet transport af tømmer
Ideen om halvbæltekøretøjer stammede oprindelig fra transport af træstammer i det nordøstlige USA med Lombard Steam Log Hauler som blev bygget af Alvin Lombard fra Waterville, Maine fra 1899 til 1917. Køretøjet lignede et jernbanelokomitiv med en forløber til styring og kædetrukne bælter til fremdrift i stedet for drivhjulene på et lokomotiv.
I 1907 opgav hunde- og hesteshowsejeren H.H. Linn at bruge gas og dampdrevne 4 og 6 hjulede køretøjer og fik Lombard til et bygge et 4-cylindret benzindrevet køretøj, som både fungerede som bolig og trækkraft på datidens jordveje, med hjul foran og bælter bag – det første lastbærende halvbæltekøretøj. I 1909 blev den udskiftet med en mindre maskine med to hjul foran og et enkelt bælte bagude da træbroerne på landet afstedkom problemer. Spørgsmål om stabilitet og en strid mellem Linn og Lombard, resulterede i at Linn begyndte at bygge og sælge sine egne forbedrede civile halvbæltekøretøjer. Lombard forsøgte at følge efter, men hans maskiner forblev hovedsagelig en trækkraft. Linn registrerede senere "HAFTRAK" og "CATRUK" som varemærker, det sidste var til et halvbæltekøretøj, der hydraulisk skulle skifte mellem at være en lastbil og et bæltekøretøj.  
I bulldozernes første år havde Holt køretøjer trehjulet styring på grund af ingeniørmæssige vanskeligheder med bælterne. Holt traktorerne blev grundlaget for  Mark I kampvognene, Schneider CA1 kampvognen og den tyske A7V kampvogn. Holt blev omdøbt til Caterpillar 60, og blev starten på en industri.
Værd at bemærke er "snemobil" udstyret til biler, som blev konstrueret af White, Snowbird og andre, til at konvertere Ford biler til halvbæltekøretøjer.

### Autochenille & Autoneige
Der blev gennemført mange civile halvbælteeksperimenter i 1920'erne og 1930'erne. Citroën sponserede adskillige videnskabelige ekspeditioner, som krydsede ørkenerne i Nordafrika og Centralasien ved hjælp af deres autochenilles. Disse blev undersøgt af den amerikanske hær og dannede baggrund for konstruktion af det militære M2 halvbæltekøretøj.
Med sneen og isen i Canada in mente udviklede Joseph-Armand Bombardier 7 og 12 passagerers halvbæltekøretøjer autoneiges i 1930'erne, og hermed startede han det som blev til det industrielle konglomerat Bombardier.  Bombardier halvbæltekøretøjerne havde bælter til fremdrift i bag og ski til styring foran. Skiene kunne udskiftes med hjul om sommeren, men det var ikke almindeligt.  

### 2. Verdenskrig
Halvbæltekøretøjer blev anvendt i stor stil under 2. Verdenskrig, især af tyskerne med deres SdKfz 11, SdKfz 250 og SdKfz 251 samt af amerikanerne med deres M2 og M3.  Halvbæltekøretøjer blev i vidt omfang anvendt som pansrede mandskabsvogne, men blev også anvendt som morterplatforme, selvkørende antiluftskyts, selvkørende panserværnskanoner, artilleritraktorer, pansrede køretøjer og til mange andre opgaver. Selv om det ikke indgik i den amerikanske model kan styringen hjælpes ved at bremse bælterne fra rattet.  
Halvbæltekøretøjer mistede snart sin popularitet og blev udskiftet med rene bæltekøretøjer eller rene hjulkøretøjer. 
Halvbæltekøretøjer blev anvendt af Frankrig efter 2. verdenskrig, og blev indsat i kamp i krigene i Indokina og Algeriet. Halvbæltekøretøjer blev anvendt af den israelske hær indtil for nylig, og her vurderede man, at de klarede sig bedre end bæltekøretøjer og hjulkøretøjer når det drejede sig om transport af telekommunikationsudstyr. I marts 2008 var der stadig 600 halvbæltekøretøjer, som var opført som værende i aktiv tjeneste, om end de muligvis er udfaset.

## Civil anvendelse
- Halvbæltekøretøj i brug i Norfolk, Storbritannien 1993.
- Halvbæltekøretøj RS 1500 som skovbrugskøretøj